# Rezerwat przyrody Niedźwiedzie Wielkie
Rezerwat przyrody „Niedźwiedzie Wielkie” – leśny rezerwat przyrody położony w województwie warmińsko-mazurskim w gminie Małdyty, w nadleśnictwie Dobrocin, obrębie ewidencyjnym Kiełkuty. Położony jest na terenie leśnictwa Sambród.
Akt powołujący ukazał się w MP nr 40, poz. 397 z 10.05.1955 r. Rezerwat zajmuje powierzchnię 34,02 ha. 
Ochroną objęty został starodrzew bukowy z domieszką grabu, dębu i lipy z licznymi stanowiskami roślin chronionych, takich jak: lilia złotogłów, podkolan biały, storczyk plamisty, wawrzynek wilczełyko, kopytnik pospolity, marzanka wonna, widłak jałowcowaty. Ponadto znajdują się tu dwa rzadkie porosty: granicznik płucnik i wzorzec geograficzny.